# Patrice Esnault
Patrice Esnault (Orléans, 12 juni 1961) is een voormalig Frans wielrenner. Hij was prof tussen 1985 en 1994 en behaalde negen overwinningen bij de profs.

## Belangrijkste overwinningen
1984
- Chrono des Nations

1986
- 4e etappe Ronde van de Middellandse Zee

1987
- Grand Prix du Midi Libre

1988
- Parijs-Bourges
- 1e en 5e etappe Parijs-Nice

1989
- Bordeaux-Cauderan

1990
- Prix de Riom

1992
- Parijs-Camembert

1994
- Prix de Riom

## Resultaten in voornaamste wedstrijden
| Jaar | Ronde van Italië | Ronde van Frankrijk | Ronde van Spanje |
| ---- | ---------------- | ------------------- | ---------------- |
| 1985 |                  |                     | opgave           |
| 1986 |                  | buiten tijd         |                  |
| 1987 |                  | opgave              |                  |
| 1988 |                  | 78e                 |                  |
| 1989 |                  |                     | 59e              |
| 1990 |                  |                     | opgave (1)       |
| 1991 |                  | 28e                 | 98e              |
| 1993 |                  | 119e                |                  |

| Jaar | Amstel Gold Race | Luik-Bast.‑Luik | Bretagne Classic |  | Wereldranglijsten |
| ---- | ---------------- | --------------- | ---------------- |  | ----------------- |
| 1985 |                  |                 |                  |  |                   |
| 1986 | 14e              |                 | 8e               |  |                   |
| 1987 |                  |                 |                  |  | 36e (SPP)         |
| 1988 |                  |                 | Brons            |  |                   |
| 1989 |                  |                 |                  |  |                   |
| 1990 |                  | 77e             |                  |  |                   |
| 1991 |                  |                 | 15e              |  |                   |
| 1993 |                  |                 |                  |  |                   |